# Борукаев, Тута Магомедович
Ту́та Магоме́дович Борука́ев (кабард.-черк. Борыкъуей Мухьэмэд и къуэ Тӏутӏэ; 1888 — 27 июля 1937) — советский учёный-языковед, просветитель, общественный и религиозный деятель. Участник Первой Мировой войны в составе Кабардинского конного полка.

## Биография
Родился в 1888 году в селе Докшоково, Нальчикского округа Терской области, в крестьянской семье. В 9 лет лишился отца и, когда ему исполнилось 12 лет, взял «профессию» отца, став пастухом в селе.
В сентябре 1914 года ушёл добровольцем на фронт и был зачислен в 3-ю сотню всадников Кабардинского конного полка «Дикой дивизии». В феврале 1915 года был награждён георгиевской медалью «За храбрость».
В 1918 году, когда был расформирован Кабардинский конный полк, вернулся на родину и продолжил учёбу в медресе. В 1921 году служил муллой в родном селе и был председателем шариатского суда Урванского округа. Через год был избран председателем шариатского суда Кабардино-Балкарской автономной области. Но из-за начавшейся атеистической политики, через 2 месяца после избрания был лишён занимаемой должности, а деятельность шариатского суда была позже упразднена.
Тогда же поступил на учительские курсы в городе Нальчик, после окончания которого преподавал в родном селе. В 1924 году его как профессионала перевели преподавателем кабардинского языка в Ленинский учебный городок Нальчика.
В 1932 году переехал в Пятигорск, когда там был открыт Кабардино-Балкарский государственный педагогический институт, и становится первым заведующим кафедрой кабардинского языка и литературы.
20 февраля 1937 года был осуждён Постановлением военной коллегии ВС СССР и арестован. 25 июля 1937 года на закрытом судебном заседании, продлившимся около 5 минут, был оглашён окончательный приговор: Борукаева Туту Магометовича приговорить к высшей мере наказания — расстрелу, с конфискацией имущества. 27 июля приговор был исполнен и расстрелян.
2 июля 1957 года был посмертно реабилитирован Военной коллегией Верховного суда СССР.

## Деятельность
Им было издано более 40 научных и учебно-методических трудов по языковедению и адыгскому фольклору. Одинаково талантливо выступал в прозе, поэзии и драматургии. Также занимался переводом на кабардино-черкесский язык различных повестей и изданий. Так при его участии был переведён на кабардинский язык проект Конституции СССР и подготовил перевод гимна «Интернационал».
В 1936 году первым среди национальных языков Советского Союза, перевёл кабардино-черкесскую письменность с латыни на кириллическую основу. Однако большое количество апострофов делали алфавит неудобным для письменности, из-за чего в 1938 году, уже после убийства Туты, алфавит был реформирован комиссией под руководством Н. Ф. Яковлева и он принял свой окончательный современный вид.
После кириллизации кабардинской письменности, им в том же году были изданы — новый Кабардинский букварь для школ, а также книги «Опыт грамматики кабардинского языка» и «Книга для чтения», для усвоения языка в его новом кириллическом виде.

## Память
Именем Борукаева Туты названы улицы в городах Нальчик и Нарткала, а также в родном селе Старый Черек.